# Prieuré du Torps
Le prieuré du Torps est un établissement bénédictin qui se dresse sur le territoire de la commune française de La Mailleraye-sur-Seine, dans le département de la Seine-Maritime, en région Normandie.
Les bâtiments sont partiellement inscrits aux monuments historiques.

## Localisation
Le prieuré est situé dans la forêt de Brotonne, sur la commune de La Mailleraye-sur-Seine, dans le département français de la Seine-Maritime.

## Historique
Le prieuré fut la propriété de l'abbaye de Jumièges de 1203 jusqu'à la Révolution. C'est le 14 avril 1203, que le comte de Meulan, Robert II fait un don à l'abbaye de Jumièges de la chapelle Saint-Philibert du Torp avec une masure de six acres dans la forêt de Brotonne, soixante acres de labour et divers droits seigneuriaux à charge d'y entretenir deux religieux. En vertu de la charte normande, Philippe Auguste, après avoir conquis la Normandie confirme la donation du Torp à l'abbaye de Jumièges, faite par Robert de Meulan, ainsi que les privilèges accordés à l'abbaye en forêt : droit de passage et deux charretées de bois par jour.
Au XIXe siècle, il est transformé en exploitation agricole.

## Protection aux monuments historiques
Le logis des moines et logis de ferme contigu ; la chapelle ; le porche d'entrée ; le puits ; les vestiges du mur d'enceinte, y compris la charretterie qui y est adossée sont inscrits par arrêté du 26 novembre 1992.